# MARA
MARA — 78-мм аргентинский ручной противотанковый гранатомёт, спроектированный и изготовленный кампанией Fabricaciones Militares (DGFM). Ракетный двигатель для MARA был разработан CITEFA.

## История
В 1990-х годах Вооружённые силы Аргентины нуждались в замене устаревшего противотанкового оружия ближнего действия, таких как граната PDEF-40 и гранатомёт C-90, на более современные и эффективные образцы. Изначально, планировалось закупить шведские гранатомёты AT4, но было решено создать собственный гранатомёт на основе зарубежного образца. Разработкой занималась кампания Fabricaciones Militares. 
Проект MARA был начат DGFM в конце 1990-х годов. Гранатомёт разрабатывался по новым военным потребностям и требованиям. В мае 2005 года гранатомёт поступил на вооружение армии Аргентины.

## Описание
MARA имеет длину 700 мм в сложенном состоянии и 1000 мм в боевом. Калибр гранатомёта 78-мм. Весит оружие 4,5 кг. В основе материала трубы находится стекловолокно. В случае использование учебных боеприпасов можно стрелять из одной трубы до пяти раз. Противотанковый снаряд стабилизирован плавником и приводится в движение роторным двигателем. Начальная скорость снаряда составляет 170 м/с, бронепробиваемость — 300 мм, эффективная дальность стрельбы — 200-300 м. 